# Championnat de Hong Kong de football 2002-2003
Navigation
Saison précédente Saison suivante
La saison 2002-2003 du Championnat de Hong Kong de football est la cinquante-huitième édition de la première division à Hong Kong, la First Division League. Elle regroupe, sous forme d'une poule unique, les huit meilleures équipes du pays qui se rencontrent deux fois, à domicile et à l'extérieur. En fin de saison, les deux derniers du classement sont relégués et remplacés par les deux meilleurs clubs de Second Division League, la deuxième division hongkongaise.
C'est le club de Happy Valley AA qui remporte le championnat cette saison après avoir terminé en tête du classement final, avec un seul point d'avance sur le tenant du titre, Sun Hei (qui termine tout de même invaincu) et six sur Buler Rangers. C'est le cinquième titre de champion de Hong Kong de l'histoire du club, qui se qualifie pour la nouvelle compétition mise en place par l'AFC, la Coupe de l'AFC.

## Clubs participants
- South China AA
- Xiangxue Pharmaceutical FC
- Fukien FC - Promu de D2
- Happy Valley AA
- Hong Kong FC
- Double Flower FA
- Sun Hei
- Buler Rangers

## Compétition
Le barème de points servant à établir les classements se décompose ainsi :
- Victoire : 3 points
- Match nul : 1 point
- Défaite : 0 point

### Classement
| Rang | Équipe                     | Pts | J  | G | N | P  | Bp | Bc | Diff |
| ---- | -------------------------- | --- | -- | - | - | -- | -- | -- | ---- |
| 1    | Happy Valley AA            | 31  | 14 | 9 | 4 | 1  | 42 | 16 | +26  |
| 2    | Sun Hei'T'C                | 30  | 14 | 8 | 6 | 0  | 40 | 18 | +22  |
| 3    | Buler Rangers              | 25  | 14 | 7 | 4 | 3  | 24 | 16 | +8   |
| 4    | South China AA             | 24  | 14 | 7 | 3 | 4  | 28 | 17 | +11  |
| 5    | Xiangxue Pharmaceutical FC | 17  | 14 | 5 | 2 | 7  | 14 | 19 | -5   |
| 6    | Fukien FCP                 | 14  | 14 | 4 | 2 | 8  | 17 | 33 | -16  |
| 7    | Double Flower FA           | 9   | 14 | 3 | 0 | 11 | 10 | 33 | -23  |
| 8    | Hong Kong FC               | 7   | 14 | 2 | 1 | 11 | 15 | 38 | -23  |

|  | Qualification pour la Coupe de l'AFC 2004                                                 |
|  | Relégation directe en deuxième division                                                   |
|  | T : Tenant du titre C : Vainqueur de la Coupe de Hong Kong P : Promu de deuxième division |

### Matchs
| Résultats (▼dom., ►ext.)                                   | Bul | Fuk | Dou | Hap | Hon | Sou | Sun | Xia |
| Buler Rangers                                              |     | 0-0 | 3-0 | 0-4 | 1-0 | 2-2 | 2-2 | 1-0 |
| Fukien FC                                                  | 1-3 |     | 0-2 | 3-0 | 2-0 | 1-3 | 1-5 | 1-0 |
| Double Flower FA                                           | 0-1 | 1-0 |     | 1-5 | 3-2 | 0-2 | 0-5 | 0-2 |
| Happy Valley AA                                            | 2-2 | 7-1 | 3-1 |     | 2-1 | 2-0 | 2-2 | 4-2 |
| Hong Kong FC                                               | 1-6 | 1-1 | 1-0 | 0-6 |     | 1-4 | 2-5 | 0-1 |
| South China AA                                             | 0-2 | 4-1 | 4-1 | 2-2 | 4-1 |     | 0-1 | 1-0 |
| Sun Hei                                                    | 3-1 | 6-3 | 3-0 | 0-0 | 3-2 | 2-2 |     | 2-2 |
| Xiangxue Pharmaceutical FC                                 | 1-0 | 1-2 | 2-1 | 1-3 | 0-3 | 1-0 | 1-1 |     |
| - Victoire à domicile - Match nul - Victoire à l'extérieur |     |     |     |     |     |     |     |     |

## Bilan de la saison
| Championnat de Hong Kong de football 2002-2003 |                            |
| Champion                                       | Happy Valley AA (5e titre) |
| Coupes et trophées                             |                            |
| Vainqueur de la Coupe de Hong Kong 2002-2003   | Sun Hei                    |
| Qualifications continentales                   |                            |
| Coupe de l'AFC 2004                            | Happy Valley AA            |
| Promotions et relégations                      |                            |
| Promus en First Division League                | Kitchee SC                 |
| Promus en First Division League                | Fire Services FC           |
| Relégués en Second Division League             | Double Flower FA           |
| Relégués en Second Division League             | Hong Kong FC               |